# Thomas Foley (4e baron Foley)
Pour les articles homonymes, voir Thomas Foley et Foley.

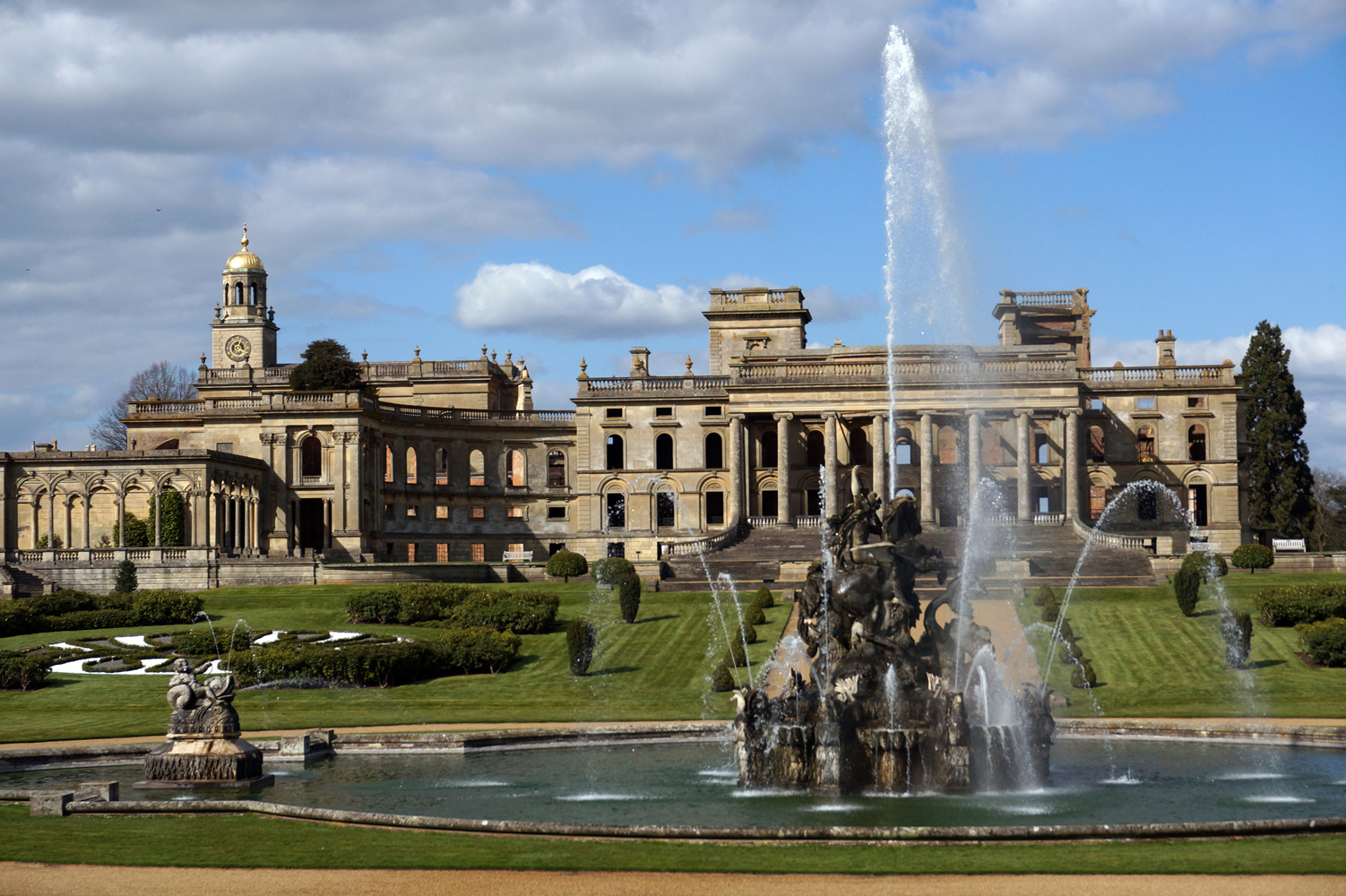
Whitly Court, vendu en 1837.

Thomas Henry Foley 4e baron Foley (11 décembre 1808 - 20 novembre 1869), est un pair britannique et un homme politique libéral. Il occupe un poste dans tous les gouvernements whig et libéraux entre 1833 et 1869.

## Famille
Il est le fils de Thomas Foley (3e baron Foley) et de Lucy Anne Fitzgerald. James FitzGerald (1er duc de Leinster) et Emily Lennox, sont ses arrière-grands-parents maternels.
Lord Foley épouse en 1849 Lady Mary Charlotte Howard, fille de Henry Howard (13e duc de Norfolk). Il meurt en novembre 1869, à l'âge de 60 ans. Son fils aîné, Henry Foley (5e baron Foley), lui succède. Lady Foley est décédée en 1897.
En 1837, il vend Witley Court et le domaine très hypothéqué de Great Witley aux administrateurs de Lord Ward pour 890 000 £. N'ayant plus à payer d'intérêts sur les dettes imputées à cette succession, il se retrouve nettement mieux loti grâce à la vente.

## Carrière politique
Il est élu à la Chambre des communes pour le Worcestershire en 1830, poste qu'il occupe jusqu'en 1832, date à laquelle il est réélu dans la nouvelle circonscription de West Worcestershire. En avril de l'année suivante, il succède à son père et devient le quatrième baron Foley. Il siège à la Chambre des lords. Il succède également à son père en tant que capitaine de l’honorable Corps des Gentlemen-at-Arms, alors qu’il n’a que 24 ans.
Il reste à ce poste jusqu'à la chute du gouvernement en 1834 et occupe le même poste sous Lord Melbourne de 1835 à 1841, sous Lord John Russell de 1846 à 1852 et de 1865 à 1866, sous Lord Aberdeen de 1852 à 1855, sous Lord Palmerston De 1859 à 1865 et sous William Ewart Gladstone de 1868 à 1869. Cependant, Lord Foley n'a jamais été membre du cabinet. En plus de sa carrière politique, il est également Lord Lieutenant du Worcestershire entre 1837 et 1839.